# Ballaghaderreen
Ballaghaderreen (irlandese: Bealach an Doirín) è una cittadina della contea di Roscommon, in Irlanda.

## Luoghi d'interesse
- Cattedrale dell'Annunciazione e di San Nathy, cattedrale in stile gotico del 1860, sede della diocesi di Achonry.